# Пюхя

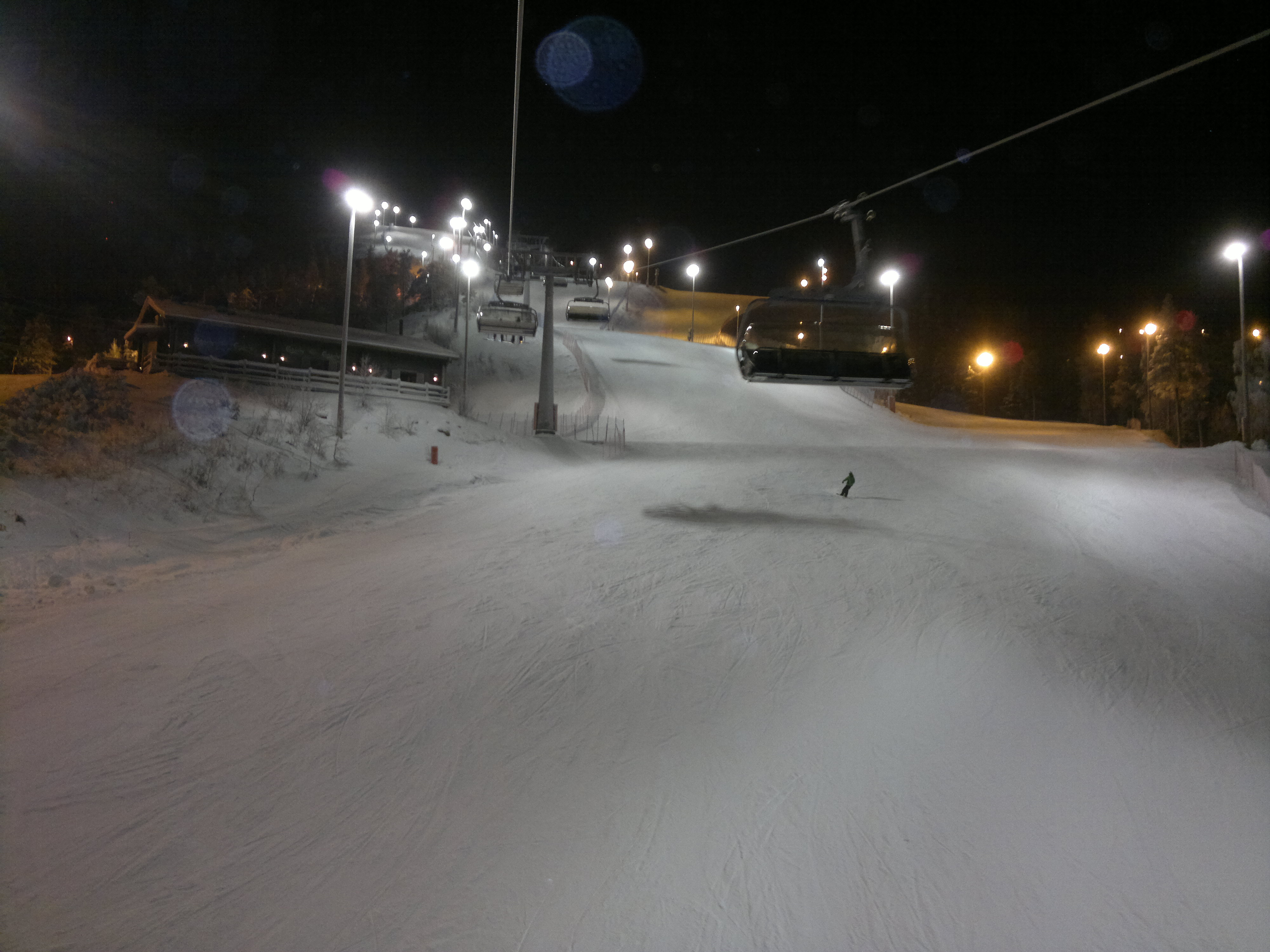

Пюхя (фин. Pyhätunturi) — популярный горнолыжный курорт на севере Финляндии, за Полярным кругом, в 130 км от города Рованиеми. 14 разных по сложности склонов, пригодных как для начинающих, так и для опытных горнолыжников и сноубордистов. Высота горы 500 метров над уровнем моря. Благодаря системе единого ски-пасса связан с горнолыжным курортом Ру́ка.
- 9 подъёмников, 14 склонов
- Максимальная длина склона 1800 м
- Пропускная способность подъёмников 11200 чел. / час
- Семейные склоны
- Детская зона для катания
- Обучение технике горных и беговых лыж, в том числе обучение детей
- Прокат амуниции и снаряжения, в том числе для детей
- Склоны открыты ежедневно с 09:30 до 17:00

Более 50 км лыжных трасс. Часть трасс проходит через национальный парк Пюхя-Луосто.
Лыжная школа Пюхя предлагает индивидуальное обучение технике спуска на горных лыжах, сноуборде, а также технике катания на беговых лыжах.

## Проживание
Проживание на курорте возможно в отеле Hotel Pyhätunturi, расположенном на склонах, либо в комфортабельных коттеджах. На склонах расположено 6 ski-in ресторанов, которые предлагают широкий выбор блюд от пиццы до изысканных блюд из даров природы. В ресторанах имеются детские игровые уголки и разнообразные детские меню.

## Транспорт
Как добраться до Пюхя:
На машине: с юга Финляндии доехать до Пюхя на машине займет в среднем день. Часть пути до Рованиеми можно проделать на поезде, поставив машину на вагон-платформу. Оставшийся путь от ж/д станции Рованиеми до Пюхя составит всего 130 км. Внимание: на дорогах могут быть олени!
Поездом: до Рованиеми или Кемиярви. Ближайшая ж/д станция к курорту Пюхя — Кемиярви. Остаток пути до курорта можно проделать на автобусе — это займет не более получаса. Например, ночным поездом из Хельсинки — утром в Кемиярви — и ещё целый день можно посвятить исследованию склонов Пюхя! Автобус ждет на ж/д вокзале и отвозит на обратном пути прямо к поезду.
Самолетом: в Рованиеми. Самый быстрый способ добраться до Пюхя — воспользоваться воздушным сообщением. Аэропорт г. Рованиеми расположен примерно в 100 км от Пюхя. По прибытии в Рованиеми, сразу отправление в Пюхя на автобусе. Дорога на автобусе занимает полтора часа.
Курорт открыт в течение всего года. В летний сезон на курорте предлагаются разнообразные экскурсионные, развлекательные и спортивные программы.